# Swen Engström
Swen Engström, född 5 november 1757 i Simonstorps församling, Östergötlands län, död 18 juli 1826 i Skedevi församling, Östergötlands län, var en svensk präst.

## Biografi
Swen Engström föddes 1757 i Simonstorps församling. Han var son till kyrkoherden Nils Engström och Hedvig Maria Rivelius. Engström studerade i Linköping och blev höstterminen 1777 student vid Uppsala universitet. Han blev 1782 student vid Lunds universitet och avlade samma år filosofie kandidatexamen. Engström prästvigdes 30 mars 1783 till pastorsadjunkt i Skedevi församling. Han blev 14 mars 1788 brukspredikant på Skyllbergs bruk, Lerbäcks socken och avlade pastoralexamen samma dag. År 1790 blev han hovpredikant i Hovkonsistorium och 17 maj 1797 kyrkoherde i Skedevi församling, tillträdde direkt. Enström blev 10 augusti 1803 prost. Han drunknade 18 juli 1826 i Tisnaren i Skedevi församling och begravdes 28 juli samma år av kontraktsprosten Matthias Stenhammar.

### Familj
Engström gifte sig 20 december 1819 med Fredrica Hultvall (född 1775).